# Виджесурия, Суниита
Суниита Виджесурия (англ. Suneetha Wijesuriya; род. 18 июня 1963, Коломбо) — шри-ланкийская шахматистка, мастер ФИДЕ среди женщин (2012).

## Биография
Родилась в многодетной семье. Шахматами начала заниматься в 1978 году и уже через год участвовала в чемпионате Шри-Ланки. С начала 1980-х до конца 1990-х годов была одной из ведущих шахматисток Шри-Ланки. Девять раз побеждала в чемпионатах Шри-Ланки (1980, 1982, 1983, 1984, 1986, 1987, 1988, 1995, 1997). Известна также как шахматный тренер. Была президентом шахматной федерации Шри-Ланки.
Представляла сборную Шри-Ланки на крупнейших командных соревнованиях:
- в шахматных олимпиадах участвовала два раза (1992, 1996). В индивидуальном зачете завоевала золотую (1992) медаль за лучший результат среди запасных участниц. Это был первый успех шахматиста Шри-Ланки на международном турнире;
- в 1995 году участвовала в командном чемпионате Азии среди женщин[3].

## Семья
Замужем, мать двоих детей.
Ее двое братьев и сестра тоже занимались шахматами. Младшая сестра — Виниита Виджесурия (род. 1970), девятикратная чемпионка Шри-Ланки, чемпионка Океании 2014 г. Брат — Люксман Виджесурия, чемпион Шри-Ланки 1996 и 2000 гг.